# Fred Kepner
Charles Fred Kepner (C.W.O.) (Waynesboro, 26 september 1921 – Leonardtown, 23 oktober 2003) was een Amerikaanse componist, muziekpedagoog, dirigent, arrangeur en pianist. Hij was een zoon van het echtpaar Charles I. en Katherine Gladhill Kepner. 

## Levensloop
Kepner studeerde muziek aan het Catawba College in Salisbury., daarna aan de Juilliard School of Music in New York en later aan de Manhattan School of Music, eveneens in New York.
Hij was de eerste dirigent/bandleader van de Airmen of Note, het officiële dansorkest van de Air Force. Verder was hij betrokken bij de organisatie van de Glenn Miller Army Air Force Band.
Na het behalen van zijn diploma's werkte hij als pianist in verschillende dansorkesten, zoals dat van Penn Acres in Pen Mar. In 1945 begon zijn militaire carrière bij United States Air Force, eerst als medewerker bij de omroep en vanaf 1947 als lid van de United States Air Force Band in Washington D.C.. Hij werkte als arrangeur en componist. Zijn werken werden ook bekend buiten het militaire terrein, bijvoorbeeld bij harmonieorkesten en bigbands van openbare scholen, universiteiten en conservatoria. Zijn compositie Forward for Peace ging in première tijdens de tweede inauguratie van Dwight D. Eisenhower tot President van de Verenigde Staten in 1957. Hij was ook een veelgevraagd gastdirigent en jurylid bij wedstrijden. In 1966 ging hij met pensioen.
Na zijn pensionering werkte hij als docent voor piano en compositie voor zowel civiele als militaire organisaties in de regio rond Washington D.C.. Kort voor zijn dood is hij nog van Oxon Hill-Glassmanor naar Leonardtown vertrokken. 
Hij huwde op 28 oktober 1940 in Winchester Doris Birely Kepner. 

## Composities

### Werken voor harmonieorkest
- 1954: - Cuban Fantasy, suite voor harmonieorkest
  1. Native Dance
  2. The Sea
  3. Havanna Terrace
- 1956: - Latin Lament, beguine
- 1956: - Merry-go-round, polka
- 1956: - The Clown, suite
- 1957: - Forward for Peace, voor harmonieorkest
- 1958: - A Medieval Tournament, ouverture
- 1958: - Oasis
- 1959: - Slumberland
- 1960: - Fiesta Finale
- 1960: - Parade of Leprechauns
- 1961: - Theme for Tomorrow
- 1962: - Back of the Moon
- 1963: - El Tempesto, voor trompet en harmonieorkest
- 1963: - Second Street Overture
- 1963: - Typical Tropical
- 1964: - A Stillness at Appomattox
- 1964: - Command Performance
- 1964: - In Town Suite
  1. The Apartment
  2. The Shopping Center
- 1964: - The Princess, voor klarinet en harmonieorkest
- 1968: - Florida Suite
  1. St. Augustine
  2. Okefenokee
  3. Collins Avenue
- 1981: - Set Your Hearts - Music of the Conventual Franciscans, voor harmonieorkest - gecomponeerd voor de ceremonie ter gelegenheid van de 800e verjaardag van Franciscus van Assisi
- - Inspection Waltz
- - Sakrava

### Kamermuziek
- 1959: - Playground, voor klarinettenkoor
- 1962: - The Silver Thrush, voor dwarsfluit en piano